# Lengyel örökösödési háború
A lengyel örökösödési háború (Wojna o sukcesję polską) 1734–1738 között zajlott, az 1735–38-as orosz–osztrák–török háborúval párhuzamosan. Az elhunyt II. Ágost lengyel király trónját ketten igényelték: az elhunyt király fia, Frigyes Ágost szász herceg és Stanisław Leszczyński, a korábbi lengyel király. A két párt küzdelme polgárháborúba torkollott, ebbe több európai nagyhatalom is beavatkozott, elsősorban az Orosz Birodalom, a Habsburg Birodalom és a Francia Királyság, szövetségeseikkel. A Bourbon–Habsburg nagyhatalmi ellentéte miatt a háború Lengyelországon kívüli hadszínterekre, Észak-Itáliára és a Rajna-vidékre is kiterjedt. A háború eredményeképpen a Lengyel Királyság és a Litván Nagyhercegség trónjára a szász választófejedelem léphetett, III. Ágost néven. Franciaország elszakította Lotaringiát. A Habsburgok elveszítették a Nápolyi és a Szicíliai Királyságot is, amelyeket a Bourbon-ház spanyol (parmai) ága szerzett meg. A Parmai Hercegséget és a Toszkánai Nagyhercegséget viszont a Habsburg Birodalom kapta meg.

## A háború politikai előzményei
1697-ben a szász Wettin-házból származó II. Frigyes Ágost szász választófejedelem (Erős Ágost, (1670–1733) a Habsburg Birodalom és Oroszország támogatásával léphetett (II. Frigyes Ágost néven) a Lengyel Királyság és II. Ágost néven a Litván Nagyhercegség trónjára. Az 1700-ban kitört nagy északi háborúban a svéd hadsereg első győzelmei nyomán XII. Károly svéd király 1704-ben Erős Ágost riválisát, Leszczyński Szaniszlót (Stanisław Leszczyński, 1677–1766) segítette a lengyel–litván perszonálunió trónjaira. II. Ágost szövetséget kötött Oroszországgal és háborút indított trónjának visszaszerzésére, de 1706-ban XII. Károly elfoglalta Szászországot, és az altranstädti békeszerződésben hivatalosan is lemondatta II. Ágostot a lengyel trónról. 1709-ben a poltavai győzelem nyomán ismét Oroszország kerekedett felül. Erős Ágost orosz támogatással visszatért a lengyel és litván trónusokra. Leszczyński Szaniszló menekülni kényszerült.
1721. augusztus 30-án a nagy északi háborút lezáró nystadi békében az Orosz Birodalom jelentősen megerősítette pozícióit a Baltikumban, ahol jelentős területek (Livónia, Észtország) váltak orosz kormányzóságokká. A svéd nagyhatalom lehanyatlott. A Lengyel Királyság trónjának betöltése körüli küzdelmek ezt a helyzetet tükrözték.

## Megnyílik a trónöröklés
1733. február 1-jén elhunyt II. Ágost (Erős Ágost) lengyel király (1670–1733), aki a Wettin-ház tagjaként I. Frigyes Ágost néven Szászország választófejedelmeként, II. Ágost néven Litvánia nagyhercegeként is uralkodott. Három országa perszonálunióban állt egymással. Erős Ágost trónjának jog szerinti örököse II. Frigyes Ágost szász választófejedelem (1696–1763) volt, az elhunyt király fia.

## A nagyhatalmak tervei
I. Anna orosz cárnő, VI. Károly német-római császár és I. Frigyes Vilmos porosz király, akik sem II. Ágost fiát, sem Leszczyński Szaniszlót nem kívánták a lengyel trónra, még 1732-ben megegyeztek egy közös trónjelölt, a Bragança-házból való Emánuel portugál infáns (Manuel José de Bragança, 1697–1766) személyében, aki II. Péter portugál király fia volt, és V. János portugál király öccseként VI. Károly császár nővérének, Habsburg Mária Anna portugál királynénak a sógora.
Stanisław Leszczyński, az 1709-ben elűzött lengyel király azonban szintén vissza kívánt térni trónjára, és számított vejének, XV. Lajos királynak támogatására. XV. Lajos főminisztere, Fleury bíboros úgy vélte, ha Nyugat felől beavatkozik a lengyel trónviszályba, agresszió látszata nélkül csapást mérhet régi ellenfelére, a Habsburgokra. Fleury számára indifferens volt a jövendő lengyel király személye, de úgy látta, megújíthatja a hagyományos francia–lengyel szövetséget, egyben korlátozhatja az Orosz és a Habsburg Birodalom térnyerését Észak- és Kelet-Európában. A francia király apósának trónigénye kiváló ürügyet nyújtott XV. Lajosnak, hogy megalázza Ausztriát, és meg akarta szerezni a Lotaringiai Hercegséget, amelynek uralkodója, az ifjú Ferenc István herceg volt, VI. Károly császár leányának, Mária Terézia főhercegnőnek jövendőbelije. A lotaringiai herceg házassága révén a Habsburg érdekterület veszélyesen közel juthatott volna a francia határhoz. XV. Lajos tehát Stanisław Leszczyński trónigényét támogatta.
XV. Lajost támogatta a nagybátyja, a Bourbon-házból való V. Fülöp spanyol király is, aki második feleségétől, Farnese Erzsébet királynétól származó fiai számára a Habsburg Birodalom itáliai területeit kívánta elragadni. Idősebb fiának, Károly infánsnak (Don Carlosnak), Parma uralkodó hercegének a Mantovai Hercegséget, a fiatalabbiknak, Fülöp infánsnak (Don Felipének) a Toszkánai Nagyhercegséget, továbbá a Nápolyi és a Szicíliai Királyságokat szánta.
A két Bourbon uralkodó szövetségéhez csatlakozott a Savoyai-házból való III. Károly Emánuel szárd–piemonti király, Savoya hercege is, aki a Milánói Hercegséget akarta megszerezni a Habsburg Birodalomtól.
Ausztria és Oroszország rövid habozás után ejtették eredeti közös jelöltjüket, a portugál infánst, és határozottan felsorakoztak Erős Ágost fia, II. Frigyes Ágost, az új szász választófejedelem mögött. VI. Károly német-római császár számított a tengeri hatalmak (Nagy-Britannia és a Holland Köztársaság) támogatására. Mivel azonban XV. Lajos óvakodott a tengeri hatalmak provokálásától, és nem indított hadjáratot Osztrák-Németalföld ellen, így – VI. Károly csalódására – mindkét állam semleges álláspontra helyezkedett.
A Habsburg Birodalom keleti szövetségeseit, Oroszországot és Szászországot teljesen lekötötte a lengyelországi hadjárat. A fiatal Porosz Királyság nem volt megbízható szövetségese. I. Frigyes Vilmos porosz király felajánlotta, hogy nagy létszámú haderővel hadba vonul a Német-római Birodalom védelmében. VI. Károly azonban attól tartott, hogy a felvonuló porosz csapatok elsősorban a Jülich és Berg hercegségek iránti porosz igényt érvényesítenék, ezért csak jelképes segítséget fogadott el. Bajorország és más jelentős német fejedelemségek szerződést kötöttek Franciaországgal, amelyben semlegességre kötelezték magukat. Csak néhány kis német állam támogatta a császárt, köztük a Hannoveri Választófejedelemség, ahol II. György angol király választófejedelmi minőségében a Német-római Birodalom hűbérese volt. A nyugati fronton Ausztria csak önmagára hagyatkozhatott, erős szövetségesek nélkül.

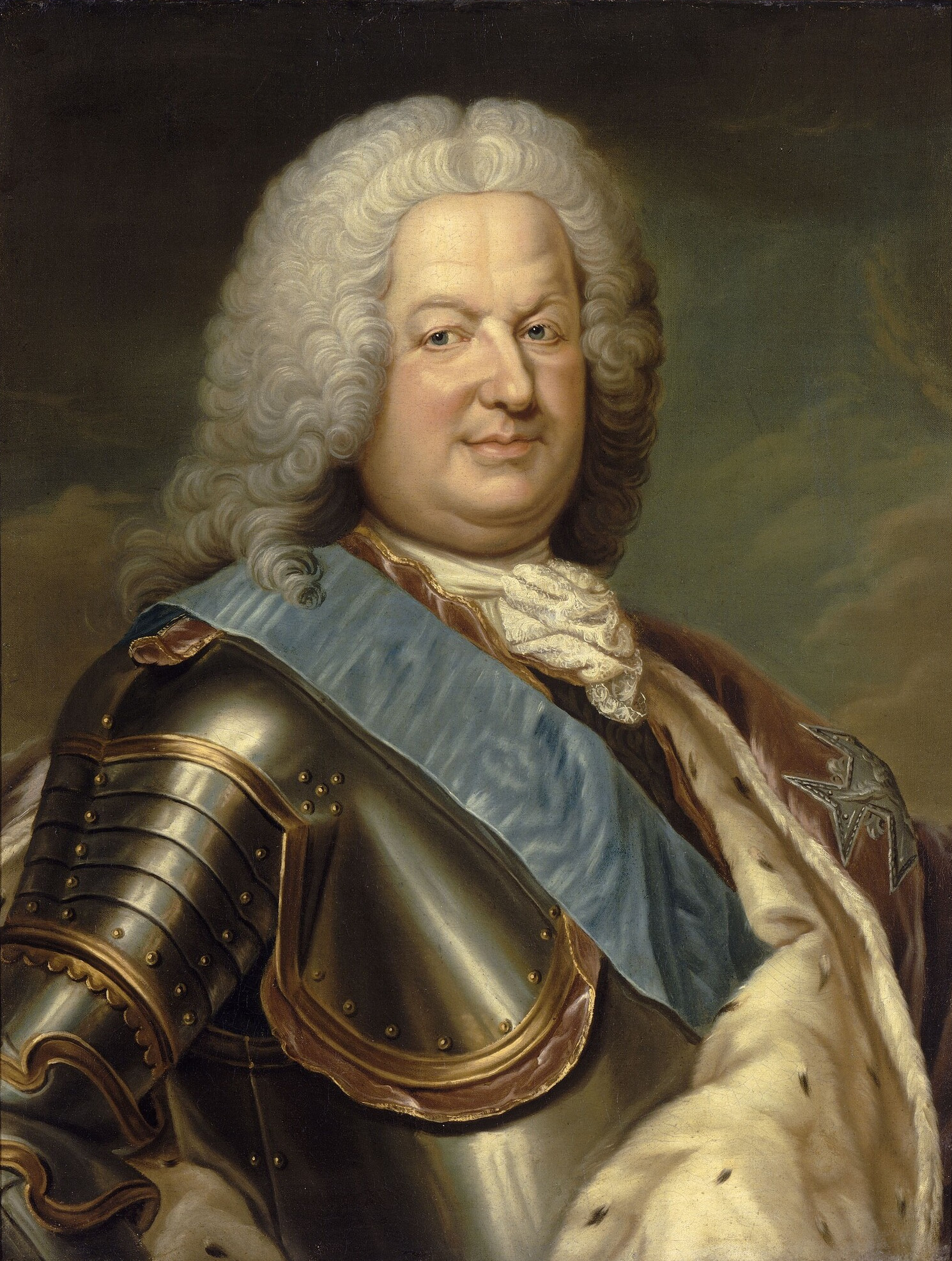
Stanisław Leszczyński
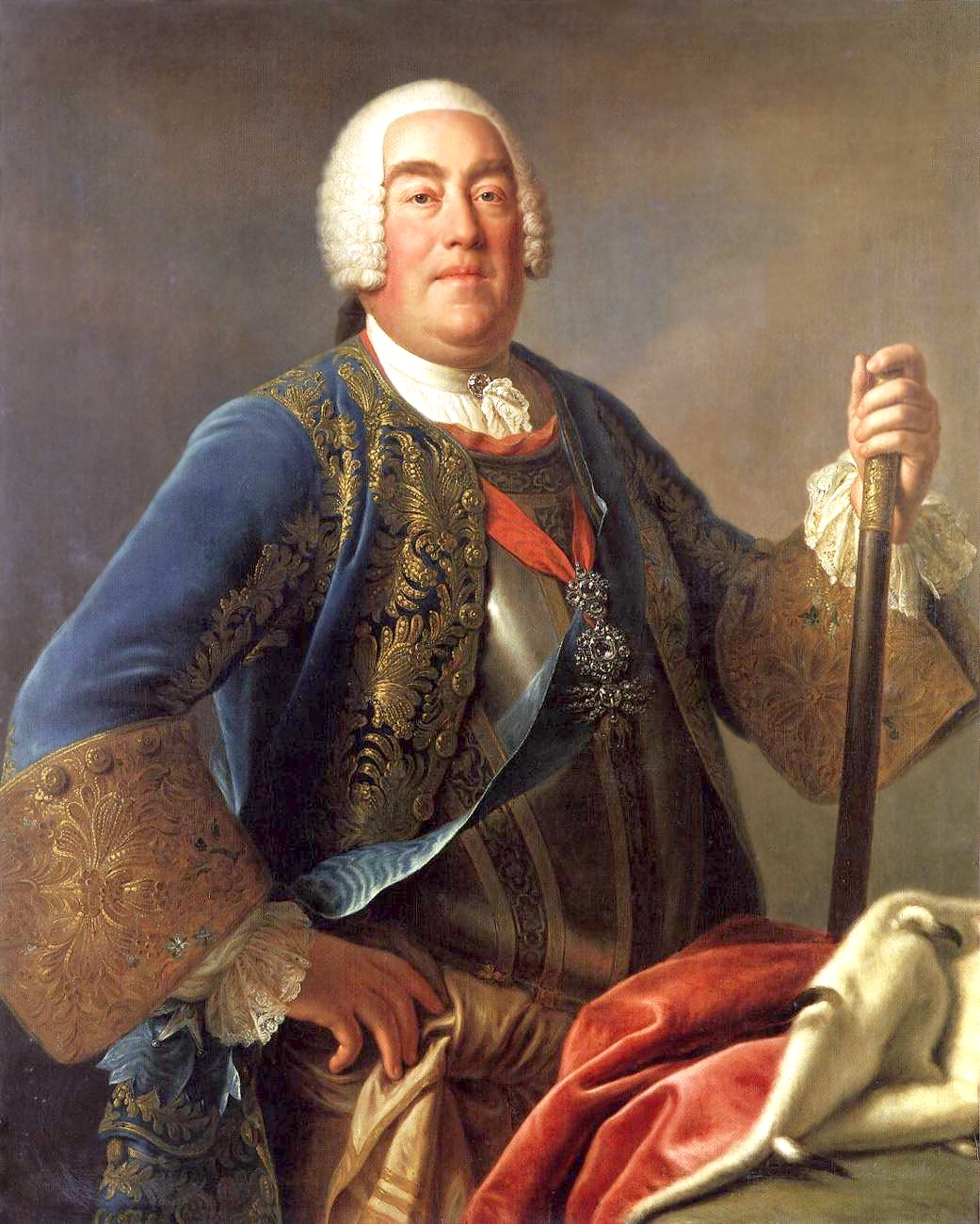
III. Ágost (Frigyes Ágost)
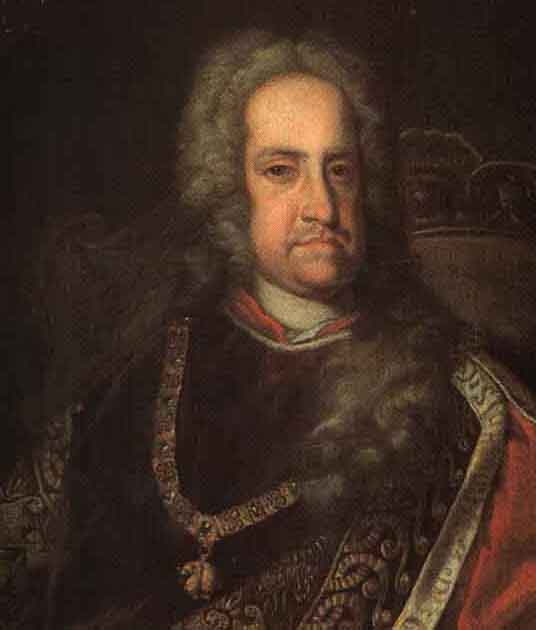
VI. Károly német-római császár
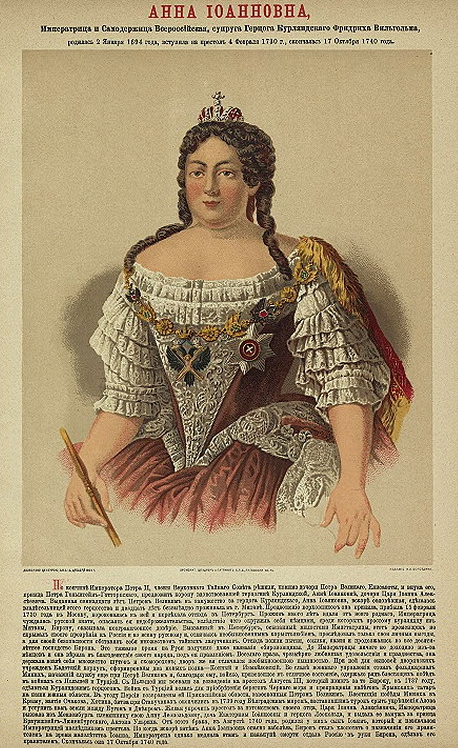
I. Anna orosz cárnő
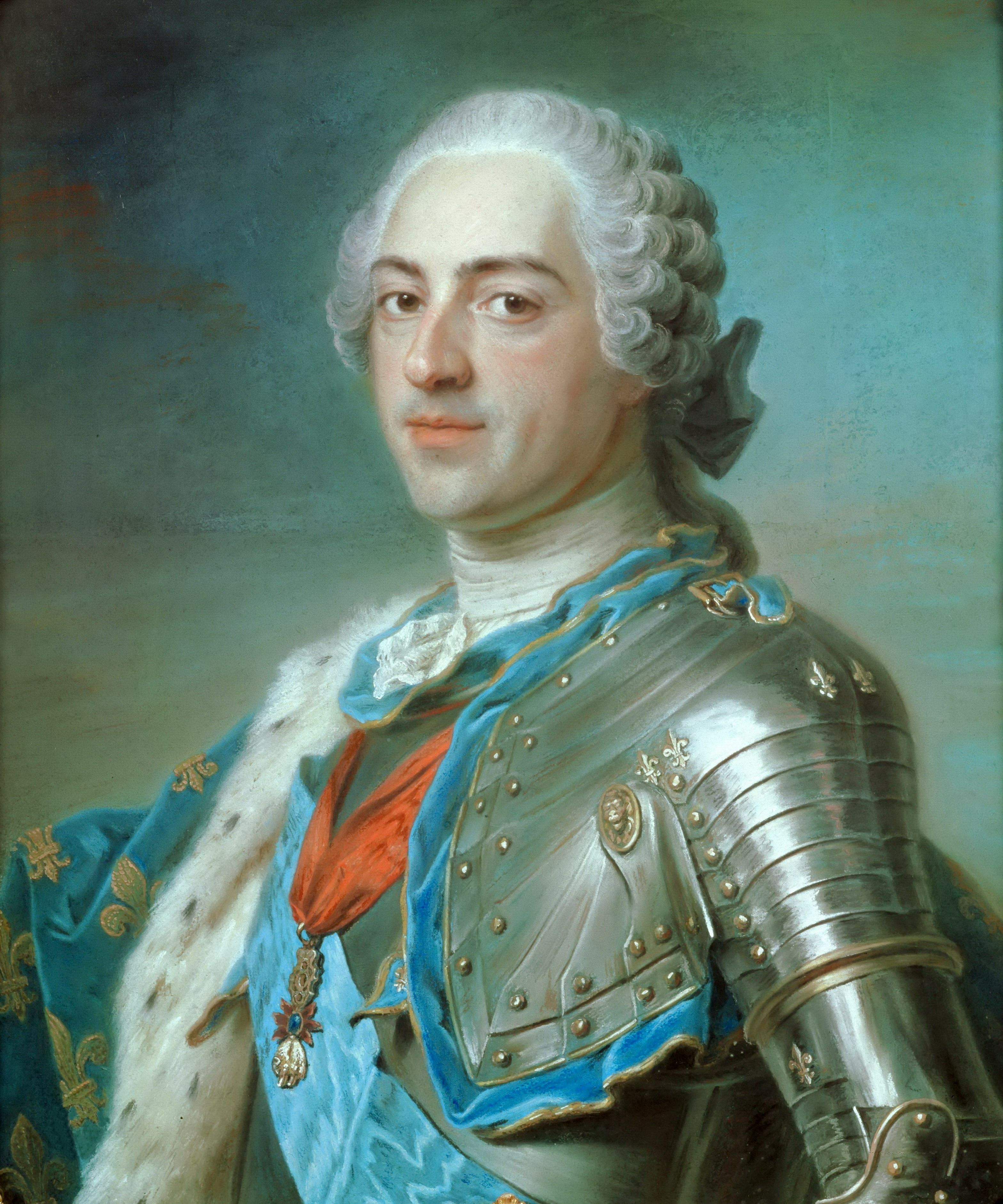
XV. Lajos francia király
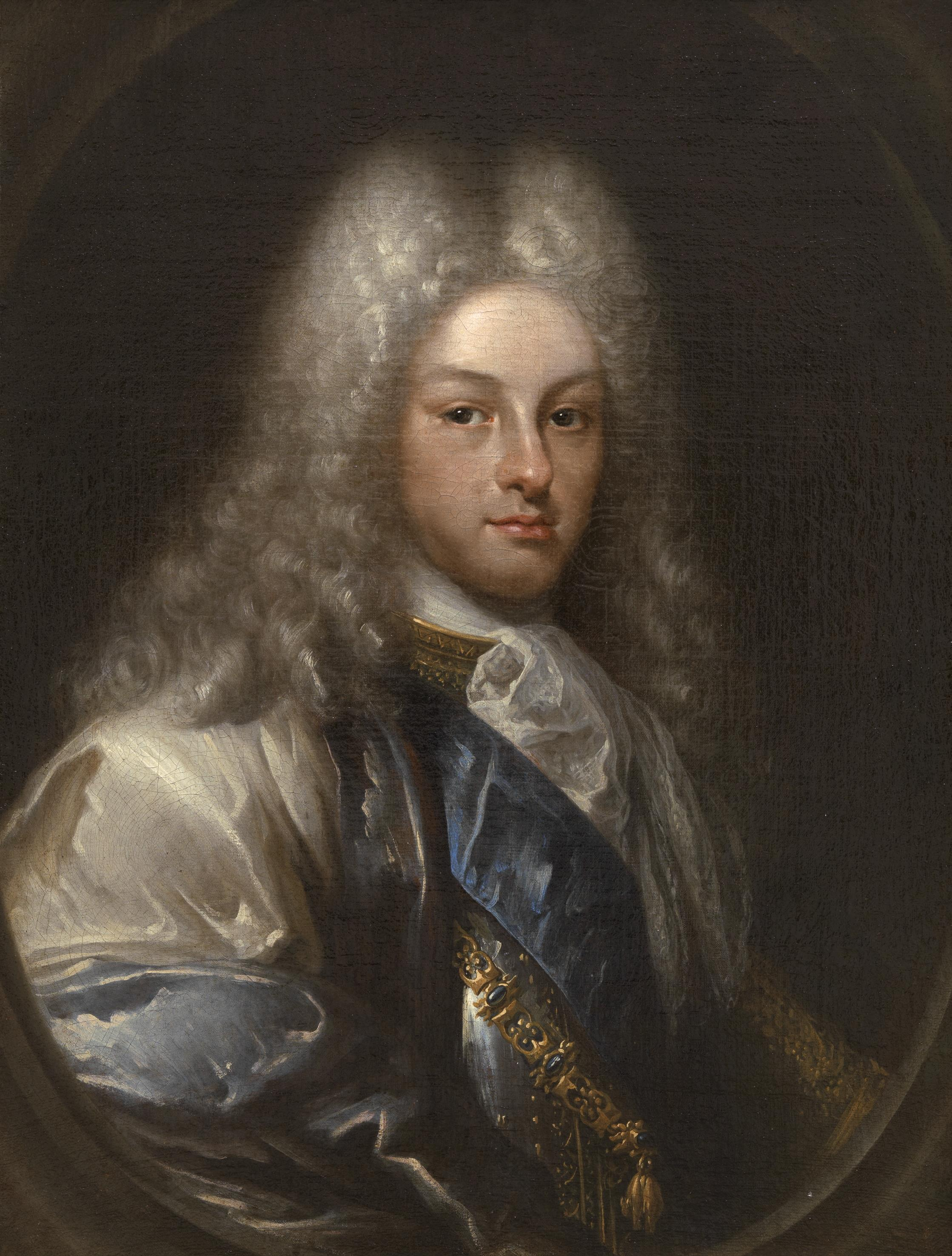
V. Fülöp spanyol király
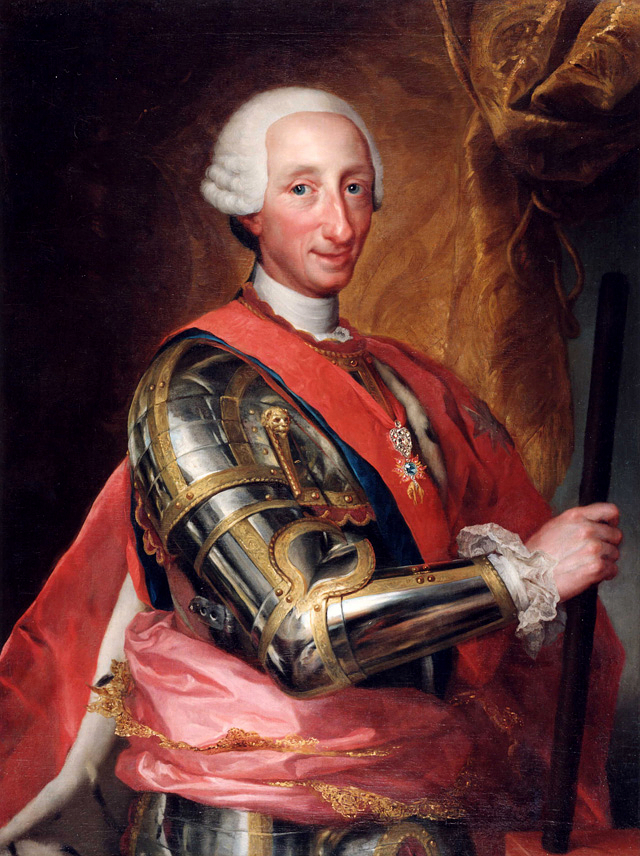
Károly infáns, Parma hercege
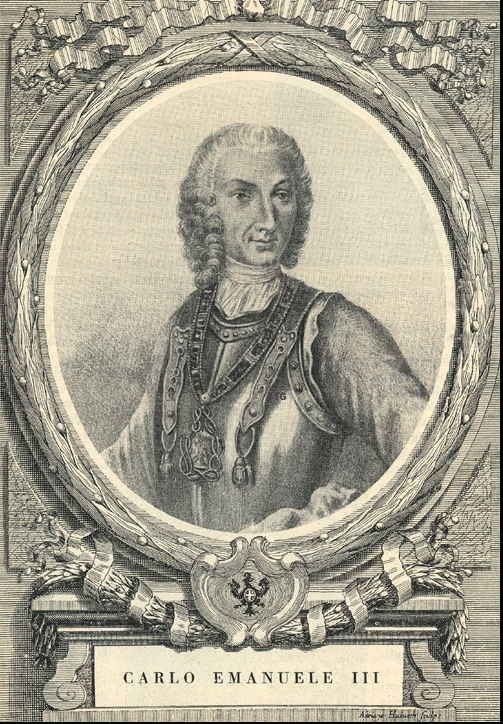
III. Károly Emánuel szárd–piemonti király

## A háború lefolyása

### A lengyelországi hadszíntér
II. Ágost lengyel király elhunyta (1733. február 1.) után a lengyel főnemesi párt, amelyet Teodor Andrzej Potocki herceg (1664–1738), Gniezno érseke, Lengyelország prímása vezetett, királyválasztó gyűlést hívott össze Varsóba. Itt a franciaországi számkivetésből hazatért Leszczyński Szaniszló támogatói kerültek többségbe. Ezt látva, Oroszország és Ausztria rövid habozás után ejtette addigi jelöltjét, Emánuel portugál infánst. A két birodalom az elhunyt király fia, Frigyes Ágost szász választófejedelem mellé állt. Jelentős orosz és osztrák birodalmi haderőt mozgósítottak a nemesi gyűlés megfélemlítésére, ennek ellenére 1733. szeptember 11-én jelentős többséggel Leszczyński Szaniszlót választották királlyá és nagyherceggé.
Nyomban cári csapatok vonultak be Lengyelországba Peter von Lacy gróf, tábornagy parancsnoksága alatt, Frigyes Ágost trónigényének támogatására. Hamarosan Varsó alá érkeztek. A királyválasztó gyűlés egyik frakciója, többségében litván főnemesek, akiket még II. Ágost litvániai főkancellárja, Wiśniowiecki herceg vezetett, elhagyták a nemesi gyűlés színhelyét és csatlakoztak az oroszokhoz. Ez a kisebbségben lévő csoport, a Varsóba bevonuló orosz haderő árnyékában, osztrák támogatással a szász Frigyes Ágostot választotta meg, akit 1734. január 17-én III. Ágost néven Lengyelország királyává koronázták. A néhány nappal korábban királlyá választott Stanisław Leszczyński a Porosz Királysághoz tartozó  Danzigba (Gdańskba) menekült.

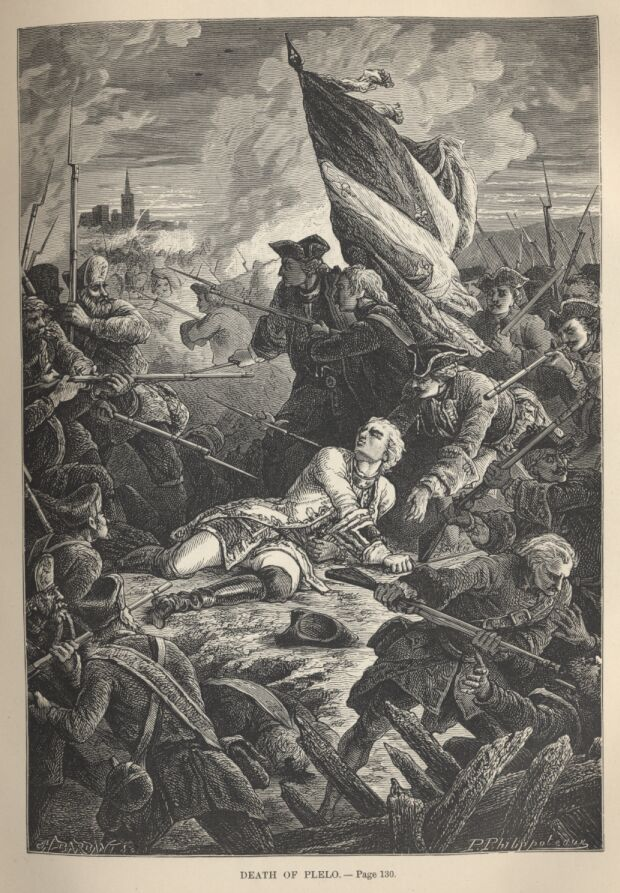
Plélo grófja elesik Danzig védelmében.

Varsó bevétele és III. Ágost beiktatása után Münnich gróf, cári tábornagy (oroszosan Krisztofor Minyih, 1683–1767) orosz és szász csapatai üldözőbe vették Leszczyński Szaniszlót. Ostrom alá vették Danzigot. Több hónapos véres harc következett. A város felmentésére XV. Lajos is küldött egy francia csapatkontingest. Ők azonban orosz tüzérségi tűztől fenyegetve először nem tudtak partra szállni, visszatértek Koppenhágába. Ekkor Louis Robert Hyppolite de Bréhan, Plélo grófja (1699–1734), Franciaország dániai nagykövete állt a csapatok élére. Vezetésével a franciák sikeresen partra szálltak Danzigban. A Westerplattén folyó csatában azonban Plélo grófja halálos sebet kapott. 1734 júniusában az oroszok elfoglalták Danzigot, Leszczyński Szaniszló a visszavonuló francia csapatokkal együtt Franciaországba menekült vejéhez, XV. Lajoshoz.
A lengyelországi háború az orosz haderő elsöprő győzelmével véget is ért. Az elüldözött I. Szaniszló király hívei Adam Tarło herceg (szlachta) vezetésével még 1734-ben megalakították a Dzikówi Konföderációt (konfederację dzikowską), harcot indítottak az orosz–szász megszállók ellen. Kis-Lengyelországban egészen 1735-ig folytatták a kilátástalan harcot a szász hadsereg ellen, ekkor fel kellett adniuk. A háború lezárulása után Kelet-Lengyelországot az oroszok szállták meg. A szövetséges szász csapatokat a Frigyes Ágost választófejedelem a nyugati határra rendelte, mivel Poroszország ellenséges magatartása bizonytalan politikai helyzetet eredményezett.

### A rajna-vidéki hadszíntér
A lengyel fronton elért gyors és elsöprő orosz győzelem ellenére a háború nem ért véget. Franciaország még 1733-ban hadat üzent a Habsburg és az Orosz Birodalomnak. Hollandia és Nagy-Britannia semleges maradt, a francia–osztrák összecsapások így két fronton, a rajnai határ mentén és Észak-Itáliában folytak.
A rajnai hadjáratban a szembenálló haderőket az előző generáció nagy hadvezérei irányították. Élete alkonyán hadba vonult az idős törökverő, Savoyai Jenő herceg (1663–1736), császári tábornagy. Itt esett át tűzkeresztségen az ifjú Frigyes porosz koronaherceg (1712–1786), a későbbi Nagy Frigyes király, aki az öreg hadvezérek oldalán tanulni jött a hadművészetet. A francia főhadparancsok Berwick hercege (1670–1734) volt, Franciaország marsallja, a spanyol örökösödési háború hőse. Az osztrák csapatok sorozatos kudarcokat szenvedtek el. A franciák nagy győzelmeket arattak: 1733-ban lerohanták egész Lotaringiát, majd átkeltek a Rajnán. 1734 júniusában ostrom alá vették és véres harcban elfoglalták a Rajna jobb partján fekvő, stratégiai fontosságú Philippsburg erődöt. Korabeli jelentések szerint Philippsburg ostroma 30 000 emberéletet követelt. Ágyúgolyótól találva elesett maga Berwick hercege is. 1734 októberében Strassburggal szemben is átkeltek a Rajnán, és ostrommal bevették Kehl erődjét is.
1735-re a rajnai osztrák császári csapatok szorult helyzetbe kerültek. VI. Károly császár a szövetségeseihez fordult. A Német-római Birodalom története során először orosz csapatok vonultak a Rajnához. A jelentős orosz haderő közeledéséről szóló jelentés erősen aggasztotta XV. Lajost, így mindkét uralkodó érdekeltté vált a gyors megegyezésben. Mire az oroszok megérkeztek a Rajnához, már folytak a francia–osztrák béketárgyalások.

### Az itáliai hadszíntér

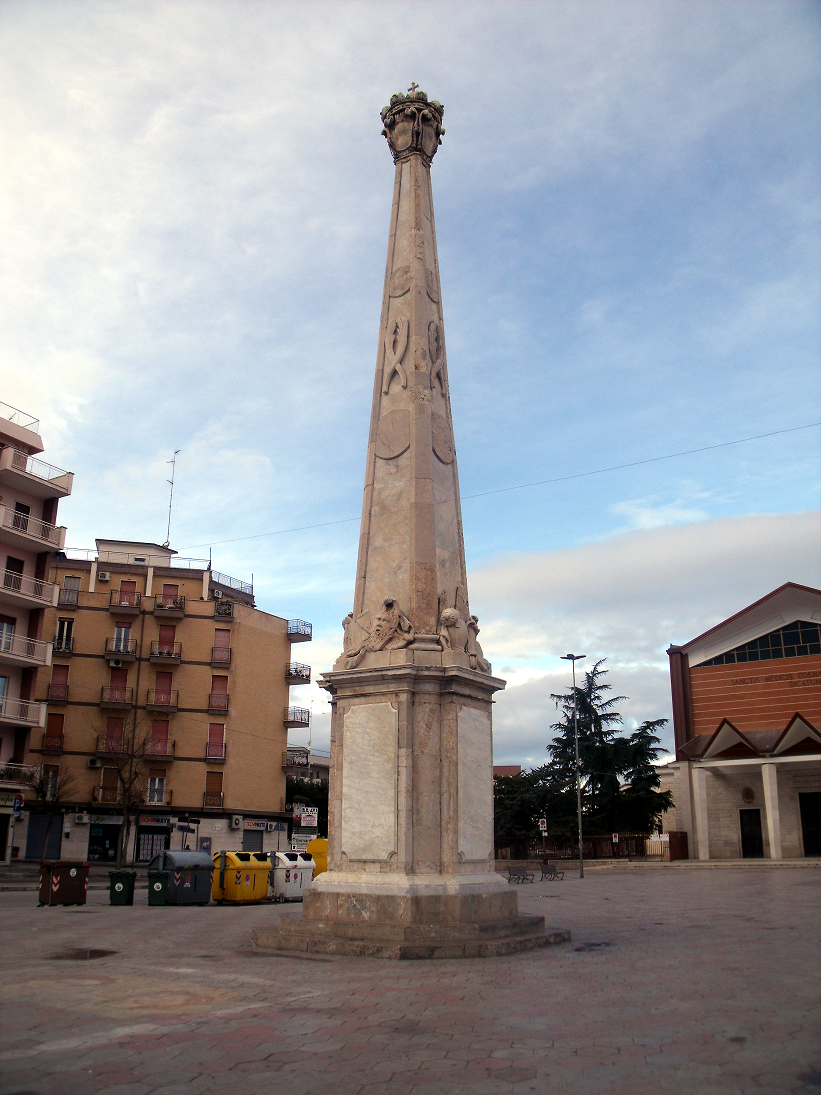
Az 1734-es bitontói csata emlékműve

III. Károly Emánuel szárd–piemonti király, apjának, II. Viktor Amadénak nyomdokán haladva igyekezett a Szárd–Piemonti Királyság érdekterületét kiterjeszteni. 1733. október 28-án Torinóban Károly Emánuel – hivatalosan VI. Károly német-római császár hűbérese – szövetségi szerződést kötött Franciaországgal, amely saját hűbérura, a Habsburg Birodalom ellen irányult. XV. Lajos azonban Spanyolországot is megnyerte a Habsburg-ellenes szövetségnek, ennek fejében V. Fülöp király is a Milánói és a Mantovai Hercegségeket magának követelte. (Ezek a fejedelemségek a spanyol örökösödési háború óta a Habsburg Birodalomhoz tartoztak).
A spanyol igények keresztezték III. Károly Emánuel keleti irányú terjeszkedési terveit, emellett a spanyol katonaság itáliai jelenléte a Szardínia iránti spanyol igény feléledésének veszélyét is hordozta. (Szardínia korábban spanyol birtok volt, Ferdinánd spanyol infáns, trónörökös édesanyja Károly Emánuel saját nővére, az 1714-ben elhunyt Savoyai Mária Lujza Gabriella hercegnő volt). Ugyanakkor a két Bourbon-monarchiával való szövetség azzal kecsegtette Károly Emánuelt, hogy Lombardiát a Szárd–Piemonti Királysághoz csatolhatja.
1734-ben még folytak az egyezkedések, amikor III. Károly Emánuel király savoyai, francia és spanyol csapatok élén bevonult az osztrák kézen lévő Milánói Hercegségbe, elfoglalta Lombardia egy részét, és Mantova ellen vonult. Mivel tudta, hogy XV. Lajos Mantovát a spanyoloknak ígérte, igyekezett korlátozni a  spanyol expedíciós haderő ténykedését. 1734-ben a szárd–piemonti királyi hadsereg és francia szövetségese két nagy és véres csatát vívott az észak-itáliai osztrák haderővel. A szövetségesek június 29-én Parma közelében, San Pietrónál vereséget szenvedtek, szeptember 19-én Guastallánál győzelmet arattak. III. Károly Emánuel elfoglalta Páviát, de a térségben a hadi helyzet alapvetően eldöntetlen maradt.
Dél-Itáliában az osztrákok helyzete katasztrofálisan alakult. A győzelmesen előrenyomuló spanyolok 1734 május elejére elfoglalták Szicíliát és Nápolyt. Május 7-én Don Carlos infáns, Parma uralkodó hercege Nápoly és Szicília királyává nyilvánította magát (VII. ill V. Károly néven). 1734. május 25-én Bari közelében, a bitontói csatában a spanyolok szétverték a Giuseppe Antonio, Belmonte hercege által irányított Habsburg birodalmi haderőt. A Nápolyi és a Szicíliai Királyság a spanyol Bourbonok uralma alá került.

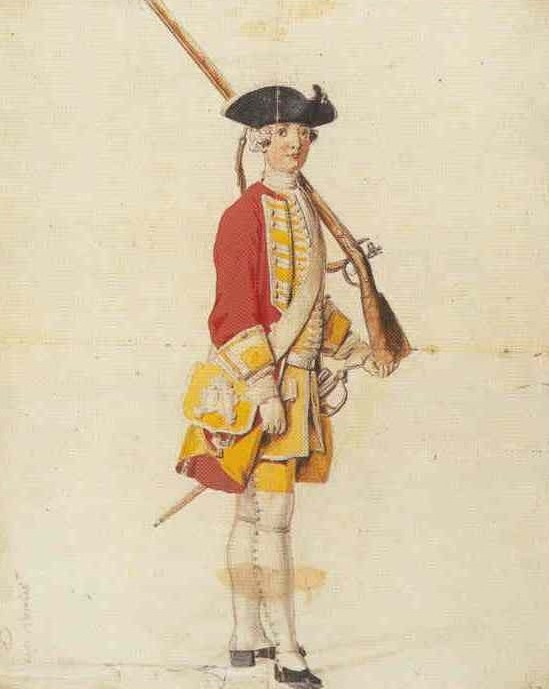
Szász katona Erős Ágost hadseregében.
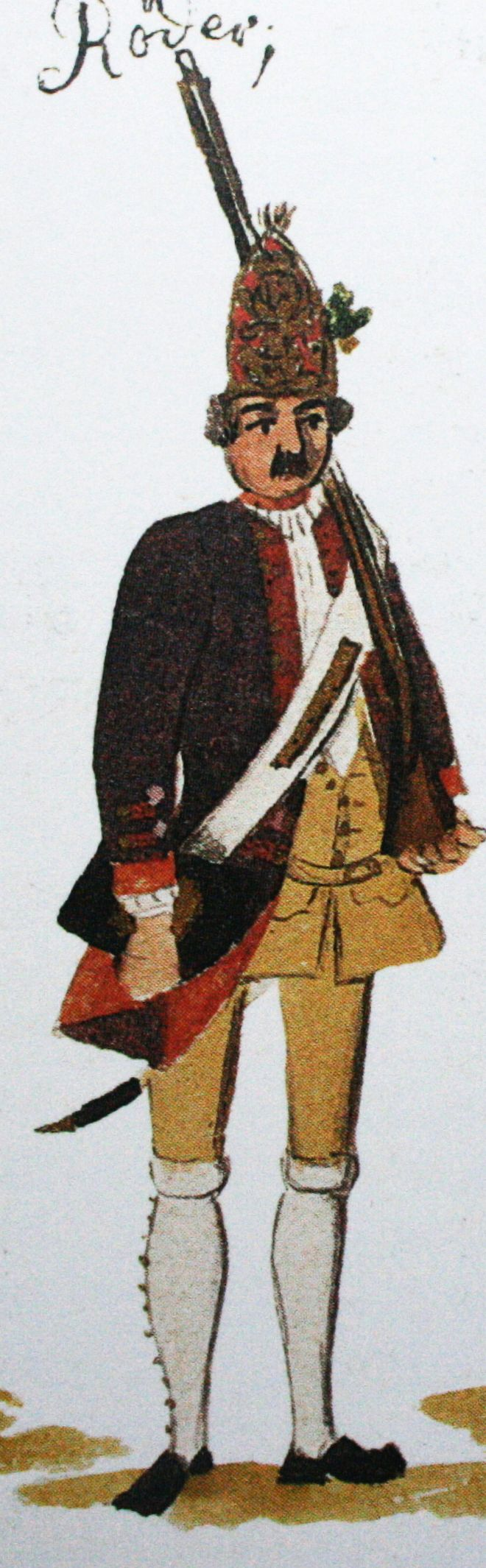
Porosz gránátos, 1734.
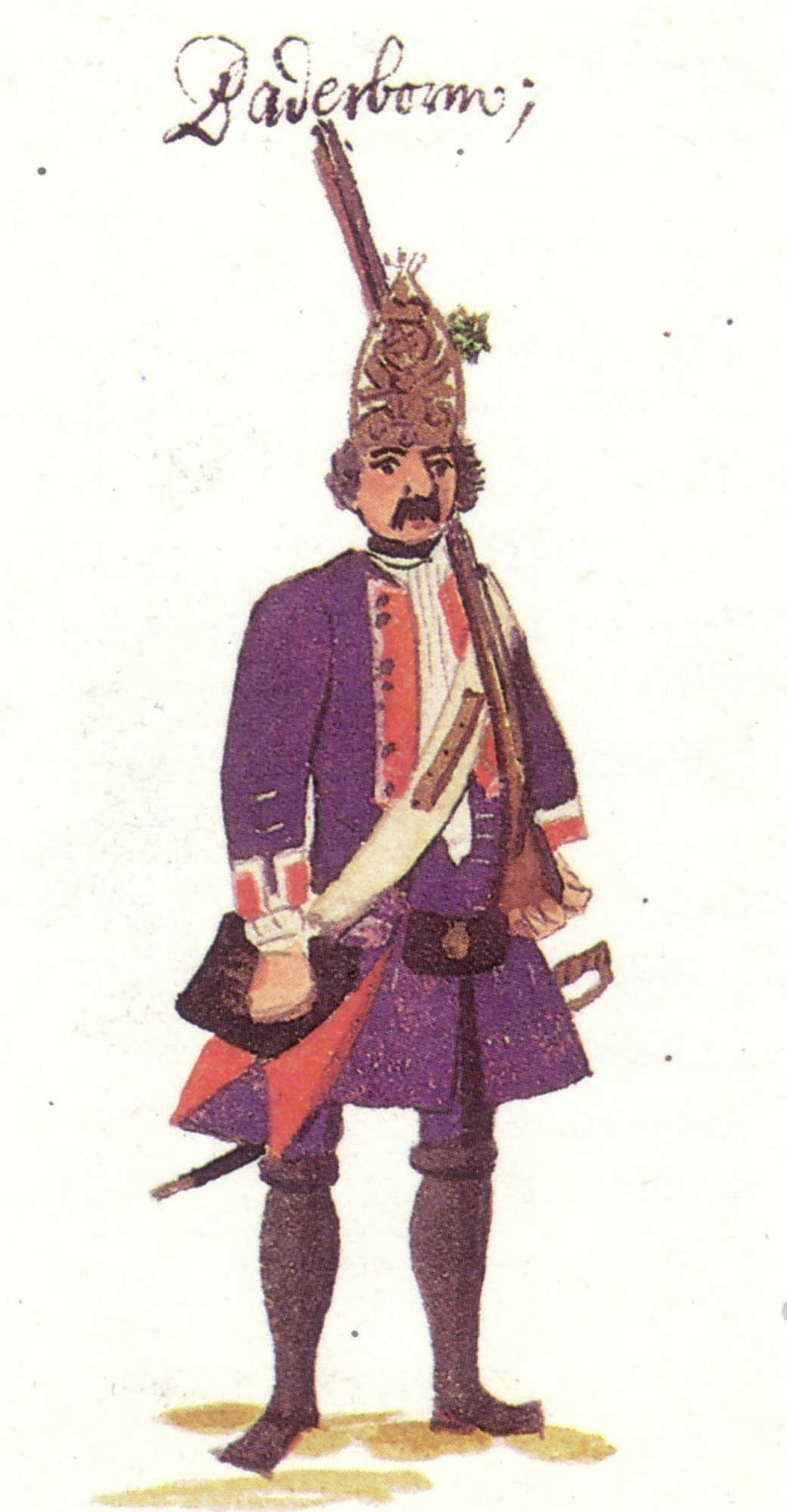
Alsórajna-vesztfáliai katona, 1734.

## A háború lezáró egyezmények
Az osztrák vereségek nyomán a hadviselő felek 1735-ben fegyverszünetet kötöttek és tárgyalásokba kezdtek. Októberben megszülettek az első megállapodások. Ebben az évben Károly Emánuel király feleségül vette Erzsébet Terézia lotaringiai hercegnőt, Lotaringiai Ferenc herceg (a későbbi császár) nővérét, Mária Terézia főhercegnő jövendőbeli sógornőjét.
Katonai és gazdasági túlereje ellenére Franciaország helyre kívánta állítani a jó viszonyt a Habsburg Birodalommal. A megállapodásban a francia király elfogadta a Pragmatica sanctiót, amely VI. Károly császár halála esetére lehetővé tette a leányági öröklést, Mária Terézia főhercegnő javára. (A későbbi fejlemények tükrében az 1736-os elismerés üres formaságnak bizonyult, XV. Lajos valódi szándéka az volt, hogy Károly császár halála után katonai beavatkozással feldarabolja a Habsburg Birodalmat). Fleury bíboros főminiszter már a Pragmatica sanctio 1713-as kihirdetésétől kezdve számolt egy osztrák örökösödési háború kitörésével, és erre tartalékolta Franciaország erőit.
A spanyol katonai győzelmek ellenére Károly spanyol infáns, Parma uralkodó hercege lemondani kényszerült saját parmai hercegségéről és a Toszkána iránti igényéről is, ezeket a Habsburg Birodalom kapta meg. Cserébe Károly megtarthatta a meghódított Nápolyi és a Szicíliai Királyságot, és a békeszerződésben elismerték Nápoly és Szicília örökös királyának.
A nagyhatalmak Frigyes Ágost szász választófejedelmet ismerték el Lengyelország királyának, III. Ágost néven. 1736-ban Leszczyński Szaniszló hivatalosan is lemondott. III. Ágost király általános amnesztiát hirdetett. Wiśniowiecki herceget, szolgálatai jutalmául kinevezte Litvánia nagyhetmanjává (főhadparancsnokává).
A trónját vesztett Leszczyński Szaniszlót apósa, XV. Lajos már 1736-ban kárpótolta a háborúban megszerzett, és a békeszerződésben Franciaországnak ítélt Lotaringia és Bar hercegségeivel. A száműzött Szaniszló új alattvalói körében nagy népszerűséget szerzett. Halála (1766) után a hercegségeket leánya, Leszczyńska Mária királyné révén veje, a francia király örökölte, a tartomány ma is Franciaországhoz tartozik.
Lotaringia addigi urának, Ferenc István hercegnek 1736-ban formálisan is le kellett mondania fejedelemségéről, hogy feleségül vehesse Mária Terézia főhercegnőt. VI. Károly császár ehhez a feltételhez kötötte a házassági engedélyt. Az ifjú férj cserébe a császártól megkapta a Toszkánai Nagyhercegség trónöröklési jogát.
III. Károly Emánuel király átengedni kényszerült az elfoglalt Lombardiát VI. Károly császárnak. A tartomány osztrák kézen maradt (egészen 1859-ig). Cserébe a Szárd–Piemonti Királysághoz csatoltak néhány kisebb észak-itáliai területet, így Langhét, Tortonát és  Novarát.
Az előzetes megállapodások 1737-ben, az utolsó Medici-fejedelem, Gian Gastone halála után léptek hatályba. Ekkor Lotaringiai Ferenc István lett Toszkána nagyhercege, és realizálták a szerződésekben foglalt területcseréket. 1737-ben a franciák visszaadták a Német-római Birodalomnak az elfoglalt Kehl és Philippsburg erődjeit is. 1738. november 18-án kihirdették a bécsi békeszerződést, amely lényegében megerősítette az 1735-ös megegyezéseket.

## További következmények
Az 1737–38-as békeszerződések révén megszűnt a Habsburg haderő lekötöttsége a nyugat- és dél-európai frontokon. Keleten 1735 óta folyt az orosz–török háború. Ausztria a Rajna menti harcokban kapott katonai segítség miatt le volt kötelezve az Orosz Birodalomnak. Ugyanakkor Bécset aggasztotta, hogy az oroszok, győzelmük esetén Ausztria rovására teret nyerhetnek a Balkánon. Egy török elleni hadjárat alkalmasnak tűnt arra is, hogy Ausztria kompenzálhassa a lengyel örökösödési háborúban elszenvedett területi és presztízs-veszteségeit. E megfontolások alapján a Habsburg Birodalom 1737-ben – hivatkozva az oroszokkal 1726-ban kötött szövetségi szerződésre – háborúba lépett az Oszmán Birodalom ellen.